# Cīrava socken
Cīrava socken (lettiska: Cīravas pagasts) är ett administrativt område i Aizpute kommun, Lettland.